# 拉克施米

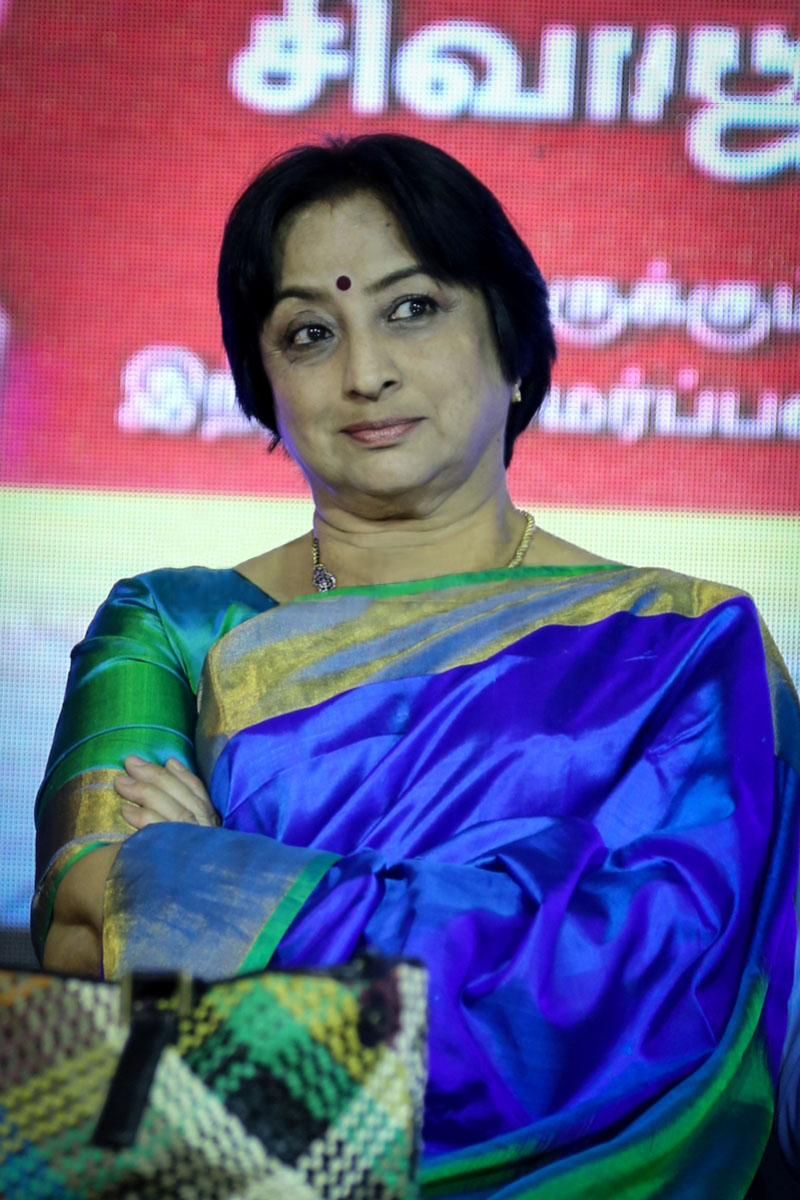
拉克施米

拉克施米 (1952年12月13日— )是一位印度女演员，拉克施米生於金奈，她的母亲是泰米尔人，也是一位女演员。 她的父亲講泰卢固语，是一位制片人、导演、演员、编剧、剪辑师和演员。 拉克施米参演过650多部电影。1975年首次亮相宝莱坞。她获得过一次印度国家电影奖最佳女演员奖。